# Compsobuthus plutenkoi
Espèce
Compsobuthus plutenkoi est une espèce de scorpions de la famille des Buthidae.

## Distribution
Cette espèce est endémique de la province d'Hormozgan en Iran. Elle se rencontre dans les monts Beshagerd.

## Description
La femelle holotype mesure 32,4 mm.

## Étymologie
Cette espèce est nommée en l'honneur d'Andrei Plutenko.

## Publication originale
- Kovařík, 2003 : « Eight new species of Compsobuthus Vachon, 1949 from Africa and Asia (Scorpiones: Buthidae). » Serket, vol. 8, no 3, p. 87-112 (texte intégral).